# Тріумфи таксидерміста
«Тріумфи таксидерміста» (англ. «Triumphs of a Taxidermist») — оповідання англійського письменника Герберта Веллса. Видане у 1894 році.

## Сюжет
Оповідач на ім'я Беллоуз відвідує свого друга, відомого таксидерміста. Таксидерміст з гордістю розповідає про шахрайство, яке він здійснив, лишившись безкарним.
Спочатку таксидерміст хвалиться, що зробив опудало негра, але його було втрачено через сварку з чоловіком на ім'я Горнесбі. Таксидерміст не бачить нічого поганого в тому, що робити опудала з людей, вважаючи це альтернативою кремації.
Потім таксидерміст стверджує, що близько половини опудал гагарок — підробки, і визнає, що сам підробив одну. Він коротко пояснює, як це робиться з використанням пір'я інших птахів. Таксидерміст повідомляє, що він навіть підробив зразок вимерлого виду птахів. Він виправдовує це тим, що дає поштовх до розвитку науки.
Таксидерміст також створив опудало неіснуючого виду новозеландських птахів. Вид був описаний у старій німецькій брошурі, і є плутаною комбінацією існуючого виду та одного давно вимерлого. Місцевий колекціонер Джавверс поклявся, що заволодіє одним екземпляром. Таксидерміст створив опудало та продав його Джавверсу.